# داود فیرحی
داود فِیرَحی ( ۲ آبان ۱۳۴۳ – ۲۱ آبان ۱۳۹۹) نظریه‌پرداز و پژوهشگر علوم سیاسی و اندیشه سیاسی اسلام بود. وی دارای دکترای علوم سیاسی از دانشگاه تهران و تحصیلات حوزوی تا سطح عالی بوده و استاد تمام گروه علوم سیاسی دانشکده حقوق و علوم سیاسی دانشگاه تهران بود. فیرحی استاد مدعو دانشگاه مفید در قم نیز بود.
همچنین وی عضو شورای مرکزی مجمع مدرسین و محققین حوزه علمیه قم بوده و درس‌گفتارهایی در موسسه مطالعات سیاسی-اقتصادی "پرسش" برگزار کرد.

## تحصیلات
وی مقدمات دروس حوزوی را بین سال‌های ۱۳۶۰ تا ۱۳۶۵ در حوزهٔ علمیه ولی‌عصر شهرستان زنجان گذراند. پس از آن مقاطع سطح و دروس خارج را از ۱۳۶۶ تا ۱۳۸۰ در حوزهٔ علمیهٔ قم ادامه داد.
از سال ۱۳۶۶ تا ۱۳۷۸ وی به تحصیل در مقطع کارشناسی، کارشناسی ارشد و دکترای علوم سیاسی در دانشگاه تهران پرداخت. گرایش دکترای وی اندیشهٔ سیاسی بود.
رساله کارشناسی ارشد وی با عنوان «اندیشه سیاسی شیعه در دوره قاجاریه» بود که در آن به اندیشه سیاسی فقیهان مشهور شیعه دوره قاجار و مکاتب مهم فقهی-سیاسی ای که در دوره قاجاریه بسط یافته و در تحولاتی چون نهضت مشروطه و انقلاب اسلامی تأثیرگذار بودند پرداخته است. رسالهٔ دکترای وی هم «دانش، قدرت و مشروعیت در اسلام» نام داشت که با الهام از روش‌شناسی فوکو و هرمنوتیک گادامر تنظیم شد.

## سوابق علمی
وی مؤلف ۱۰ کتاب و همچنین دارای حدود ۶۰ مقاله منتشره در مجلات و کنفرانس‌های علمی در حیطه اندیشه سیاسی اسلام است.
همچنین راهنمایی رساله‌های متعددی در مقاطع کارشناسی ارشد و دکترا در حوزه اندیشه سیاسی اسلام را عهده‌دار بوده است.
فیرحی از سال ۷۸ تا زمان درگذشت عضو هیئت علمی گروه علوم سیاسی دانشگاه تهران با دارای درجه «استادی» بود. وی در مقطع دکترا تدریس دروس «اندیشه سیاسی در ایران معاصر» و «اندیشه سیاسی در اسلام معاصر»، در مقطع کارشناسی ارشد تدریس «فقه سیاسی» و «افکار سیاسی در ایران و اسلام»، «بنیاد گرائی و رادیکالیسم اسلامی معاصر» و در مقطع کارشناسی تدریس «نظام سیاسی و دولت در اسلام»، «تاریخ تحول دولت در جهان اسلام» و «مبانی اندیشه‌های سیاسی در اسلام» را عهده‌دار بود.

## تألیفات
- قدرت، دانش و مشروعیت در اسلام (۱۳۷۸، چاپ شانزدهم:۱۳۹۶)، تهران، نشر نی.
- دولت اسلامی و تولیدات فکر دینی (۱۳۸۰)، تهران، بقعه
- نظام سیاسی و دولت در اسلام (۱۳۸۲، چاپ پانزدهم: ۱۳۹۵)، تهران، سمت.
- تاریخ تحول دولت در اسلام (۱۳۸۶، چاپ هفتم؛ ۱۳۹۵)، قم، دانشگاه علوم انسانی مفید.
- روش‌شناسی و اندیشهٔ سیاسی در اسلام (۱۳۸۷) (مشترکاً با سایر نویسندگان)، قم، پژوهشگاه علوم و فرهنگ اسلامی.
- دین و دولت در عصر مدرن (جلد اول: ۱۳۸۹، جلد دوم: ۱۳۹۰)، تهران، نشر رخدادنو.
- فقه و سیاست در ایران معاصر؛ فقه سیاسی و فقه مشروطه (۱۳۹۱، چاپ پنجم؛ ۱۳۹۴)، تهران، نشر نی.
- فقه و سیاست در ایران معاصر؛ تحول حکومت‌داری و فقه حکومت اسلامی (۱۳۹۳، چاپ سوم؛ ۱۳۹۶) تهران، نشر نی.
- «آستانهٔ تجدّد؛ در شرح تنبیه الامة و تنزیه الملة» (۱۳۹۴، چاپ دوم؛ ۱۳۹۵) تهران: نشرنی.
- «فقه و حکمرانی حزبی» (۱۳۹۶) تهران: نشر نی.
- «مفهوم قانون در ایران معاصر (تحولات پیشامشروطه)» (۱۳۹۹) تهران: نشر نی

## درگذشت
فیرحی پس از ابتلا به بیماری کرونا، به بیمارستان و به بخش آی‌سی‌یو منتقل شد و در تاریخ ۲۱ آبان ۱۳۹۹ در بیمارستان لاله تهران درگذشت.